# Гзель, Стефан
Шарль Эмиль Стефан Гзель (фр. Charles Émile Stéphan Gsell; 7 февраля 1864, Париж — 1 января 1932, там же) — французский историк и археолог, специалист по античной Северной Африке и римскому Алжиру.

## Биография
Происходил из эльзасской протестантской семьи, по причине религиозных гонений перебравшейся в швейцарский Санкт-Галлен. Второй сын художника Гаспара Гзеля (1814—1904) и Каролины Адели Лоран, дочери профессора Страсбургского университета и двоюродной сестры жены Луи Пастера. Братья Стефана были художниками, один из них, Поль, был другом и душеприказчиком Огюста Родена.
Обучался в лицеях Святого Людовика и Людовика Великого, и в коллеже Сент-Барб. Лауреат Генерального конкурса, бакалавр филологии, в 1883 году поступил в Высшую нормальную школу, где учился вместе с Жозефом Бедье, Эмилем Малем и Рене Дюраном. Лиценциат филологии, агреже истории (1886), доктор филологии (1894).
В 1886—1890 годах был сотрудником Французской школы в Риме, в 1889 году участвовал в раскопках князем Торлонией этрусского некрополя в Вульчи. Выполненная Гзелем публикация результатов изысканий заслужила международное признание археологов. По возвращении во Францию стал руководителем курса археологии Алжирской филологической школы, после чего посвятил себя изучению античной Африки. С 1891 года занимался раскопками в Алжире.
В 1894 году защитил докторскую диссертацию об императоре Домициане (Essai sur le règne de l'empereur Domitien); при написании работы использовал материалы своих раскопок в Типазе в римской Мавретании. В декабре того же года стал профессором африканских древностей Алжирского университета. В 1900 году был назначен инспектором древностей Алжира, в 1902 также стал директором музея алжирских древностей и мусульманского искусства.
По результатам шести лет археологических исследований в 1901 году выпустил двухтомный труд «Античные памятники Алжира», классифицировав их по типам и категориям от преисторических погребений до раннехристианских базилик. Задавшись целью опубликовать Археологический атлас Алжира, «против всякого ожидания», к 1911 сумел завершить этот титанический труд, тщательно картировав все 51 место раскопок, которые сопроводил подробными описаниями и истолкованием всех надписей. Межакадемический союз, взявшийся по окончании Первой мировой войны за составление карт античного мира по отдельным странам при помощи групп специалистов, принял атлас, в одиночку созданный Гзелем, в качестве образца.
Вершиной научной работы Гзеля стала восьмитомная «Древняя история Северной Африки» (1913—1929); в IV—VI томах которой, посвященным Карфагенской державе и древним североафриканским царствам исследователь, по словам Жерома Каркопино, «возделал почти нетронутую почву».
В 1903 году был награжден орденом Почетного легиона, в 1911 стал профессором истории Северной Африки в Коллеж де Франс, в 1919 генеральным инспектором музеев Алжира. В 1923 году был избран членом Академии надписей и изящной словесности, корреспондентом которой являлся с 1902 года.

## Публикации
- Etudes sur l'Afrique antique: scripta varia (1881)
- Fouilles dans la nécropole de Vulci (1891)
- Recherches archéologiques en Algérie (1893)
- Essai sur le règne de l'empereur Domitien: thèse de doctorat (1893)
- Pasteur, un village en Algérie (1894)
- Guide archéologique des environs d'Alger (Cherchell, Tipasa, tombeau de la chrétienne) (1896)
- Musée de Philippeville. Description de l'Afrique du Nord. Musées et collections archéologiques (1898)
- L'Algérie dans l'Antiquité (1900)
- Les monuments antiques de l'Algérie (1901)
- Musée de Tébessa. Description de l'Afrique du Nord. Musées et collections archéologiques de l'Algérie et de la Tunisie (1902)
- Enquête administrative sur les travaux hydrauliques anciens en Algérie (1902)
- Les industries indigènes en Algérie (1903)
- Algérie et Tunisie (1903)
- Atlas archéologique de l'Algérie, édition spéciale des cartes au 2.000.000ème du service géographique de l'armée avec un texte explicatif (1911)
- Exploration scientifique de l'Algérie pendant les années 1840—1845. Archéologie (1913)
- Histoire ancienne de l'Afrique du Nord, 8 volumes (1913—1928)
- Khamissa, Mdaourouch, Announa. Fouilles éxécutées par le Service des monuments historiques de l'Algérie (1914—1922)
- Hérodote d'Halicarnasse, édition et traduction (1915)
- Hérodote (1916)
- Inscriptions latines de l'Algérie, recueillies par S. Gsell, publiées par H. G. Pflaum (1922)
- Promenades archéologiques aux environs d'Alger (1926)
- Histoire d'Algérie (avec G. Marçais et G. Yver) (1928), 7ème édition (1931)
- Edifices chrétiens de Thélepte et d'Ammaldara (1933)
- Cherchell, antique Iol-Caesarea (1952)